# Het koraal van Kesmee
Het koraal van Kesmee is een stripalbum en het negenentwintigste deel uit de stripreeks Storm. Het scenario is van Rob van Bavel en het is het twintigste deel in de subreeks De kronieken van Pandarve.